# Macrobrachium carcinus
Espèce
Statut de conservation UICN

 LC  : Préoccupation mineure
Macrobrachium carcinus est une espèce de  crevettes de rivière du genre Macrobrachium. C'est un crustacé décapode (il possède 10 pattes) à grosses pinces d'où le nom du genre. Il peut mesurer jusqu'à 30 centimètres et est caractérisé par des bandes longitudinales sombres et claires sur le corps et une deuxième paire de pattes munie de pinces.
Il est classé parmi les crevettes, bien qu'il possède des pinces comme les écrevisses et qu'il vive essentiellement en rivière, car il nage pour se déplacer. Aux Antilles il est connu sous le nom vernaculaire de ouassou.

## Dénomination
Outre le vocable ouassou, le macrobrachium carcinus est connu au sein de la francophonie antillaise sous d'autres noms vernaculaires souvent communs à d'autres espèces : écrevisse, bouquet pintade, bouquet géant, crevette d'eau douce , cribiche, ou encore z'habitant. 
On distingue deux sortes de ouassous :  le ouassou de couleur brune et le ouassou d'Asie du sud-est (Macrobrachium rosenbergii) dont le corps mesure plus de 30 cm à taille adulte, avec des pinces qui peuvent atteindre 25 cm.
Deux théories s'affrontent concernant l'origine du nom  « ouassou » : Pour certains c’est un mot emprunté aux indiens Caraïbes qui appréciaient déjà les qualités gustatives de ces crustacés. Pour d'autres, c'est un nom créole dérivé du français "roi des sources".

## Habitat
On le rencontre sur une très grande superficie, du sud de la Californie, au sud du Brésil, en passant par les Caraibes. L'espèce vit dans les ruisseaux, les rivières et les criques allant du bord de la mer jusqu'à une forte altitude. Elle fréquente en particulier les endroits calmes et profonds notamment les abris sous les berges ou les chutes d'eau.

## Description
Le ouassou a l'allure générale d'une langoustine.

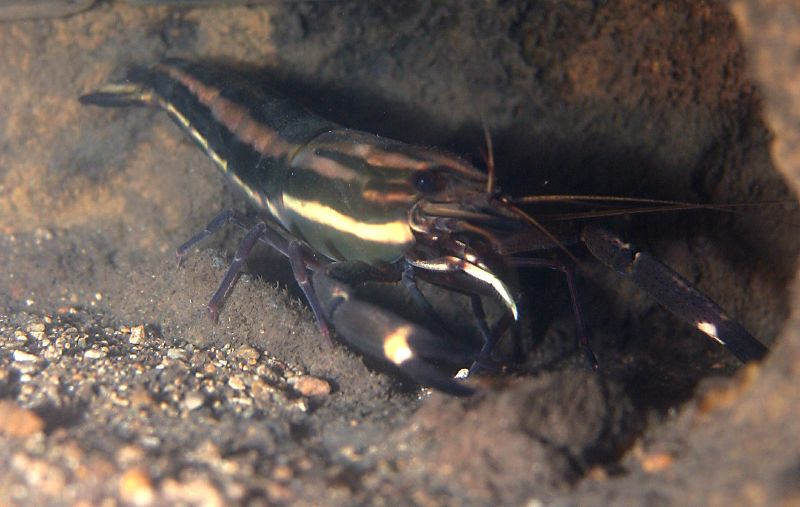
Macrobrachium carcinus

Les mâles peuvent mesurer 300 mm, et peser 1 kg ; les femelles sont plus petites, avec une taille comprise entre 130 et 170 mm. La crevette dispose sur la tête d'un rostre arqué au-dessus de l’œil, avec une dizaine de pointes, et de puissantes pinces. Les jeunes sont bruns, puis deviennent bleus en vieillissant en passant par le orange. Ainsi dans la dernière phase, les spécimens, ont une coloration bleue, avec des bandes longitudinales sombres et claires sur le corps. Les articulations des chélipèdes sont orangées.

## Culinaire
Dans toute son aire de répartition, l'espèce présente un intérêt commercial considérable, en raison de sa grande taille,.
Elle est très appréciée pour ses qualités gustatives. L'élevage est difficile car elle est très agressive envers ses congénères, elle est remplacée en aquaculture par une espèce plus paisible : Macrobrachium rosenbergii. 

## Protection
La raréfaction des ouassous sauvages n’est pas due à la pêche, mais  aux pollutions urbaines, à la disparition des marais dans les zones d’estuaires, ainsi que l’aménagement des rivières qui les empêchent de remonter vers leurs zones de reproduction.
Le genre macrobrachium est classé en préoccupation mineure par l'UICN, du fait de sa grand aire de répartition, et de l'absence de menaces connues.